# Štrbské Pleso (nádraží)
Štrbské Pleso je železniční stanice ve Štrbě, části Štrbské Pleso.
Stanice je terminálem ozubnicové trati Štrbské Pleso – Štrba i Tatranských elektrických železnic. Rozchod ve stanici je 1 000 mm, elektrizována je stejnosměrnou soustavou 1,5 kV. Svou nadmořskou výškou (1350 m n. m.) je nejvýše položenou stanicí v síti Železnic Slovenské republiky.
První ozubnicová železnice byla mezi Tatranskou Štrbou a Štrbským Plesem dokončena v roce 1896. Pro veřejnost byla otevřena 28. července 1896. Úsek dlouhý 4,74 km trval parní zubačce 37 minut. Tento způsob dopravy byl provozován do roku 1933 kdy byl pro neefektivnost nahrazen autobusovou dopravou. Obnovená zubačka s elektrickou trakcí jezdí od 12. února 1970. V stanici Štrbské Pleso jsou na ozubnicové trati 3 elektricky vytápěné výhybky.
Železničná spoločnosť Slovensko ve stanici nabízí také úschovnu zavazadel. Na rok 2016 byly naplánovány tyto opravy v hale ozubnicové železnice: „nátěry (fasády, ocelových a dřevěných prvků), výměna oken, dveří“.

## Tratě a doprava
- Tatranské elektrické železnice (TEŽ)
- Ozubnicová železnice Štrba – Štrbské Pleso (trať č. 182)

## Galerie

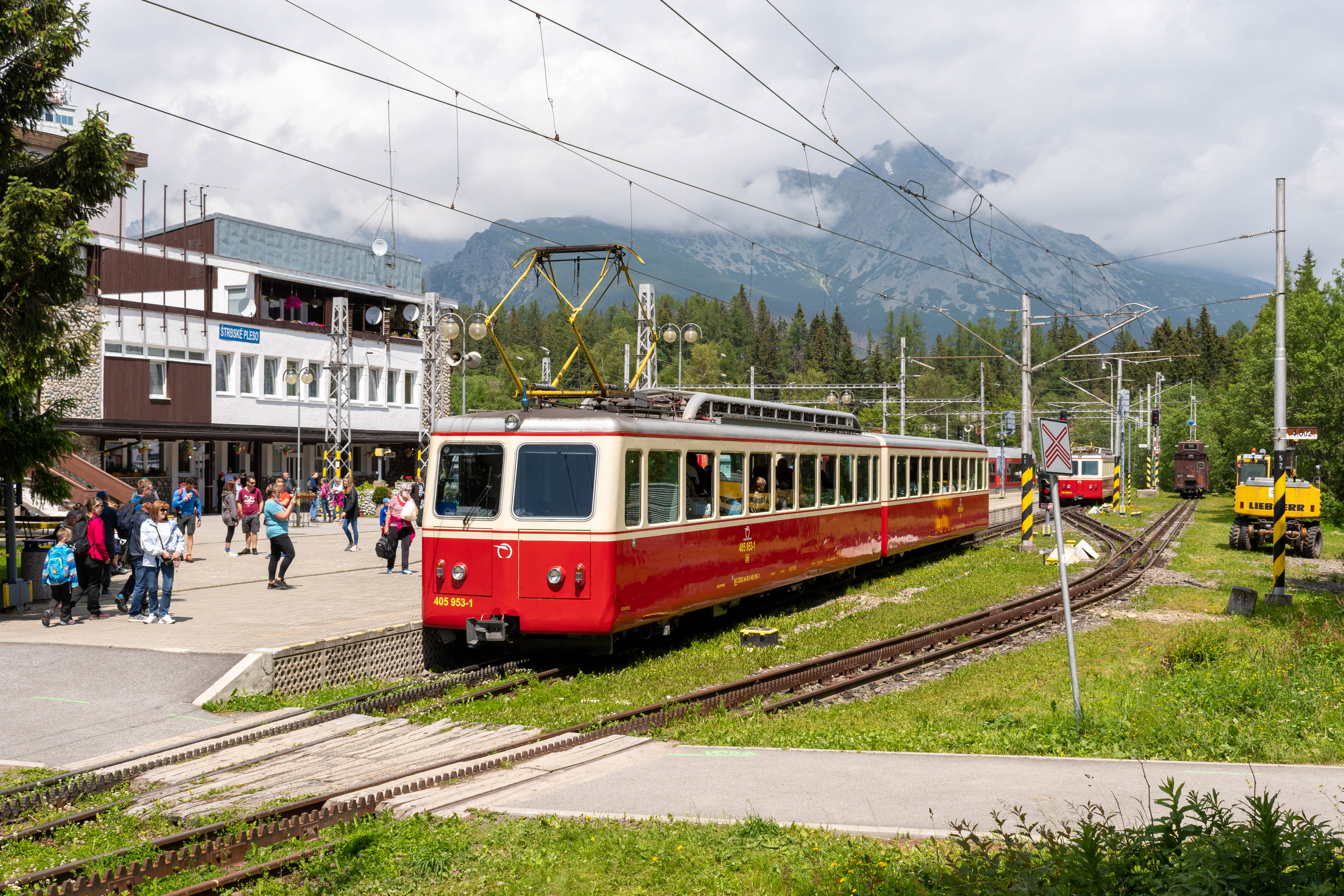
Ozubnicová jednotka řady 405.95
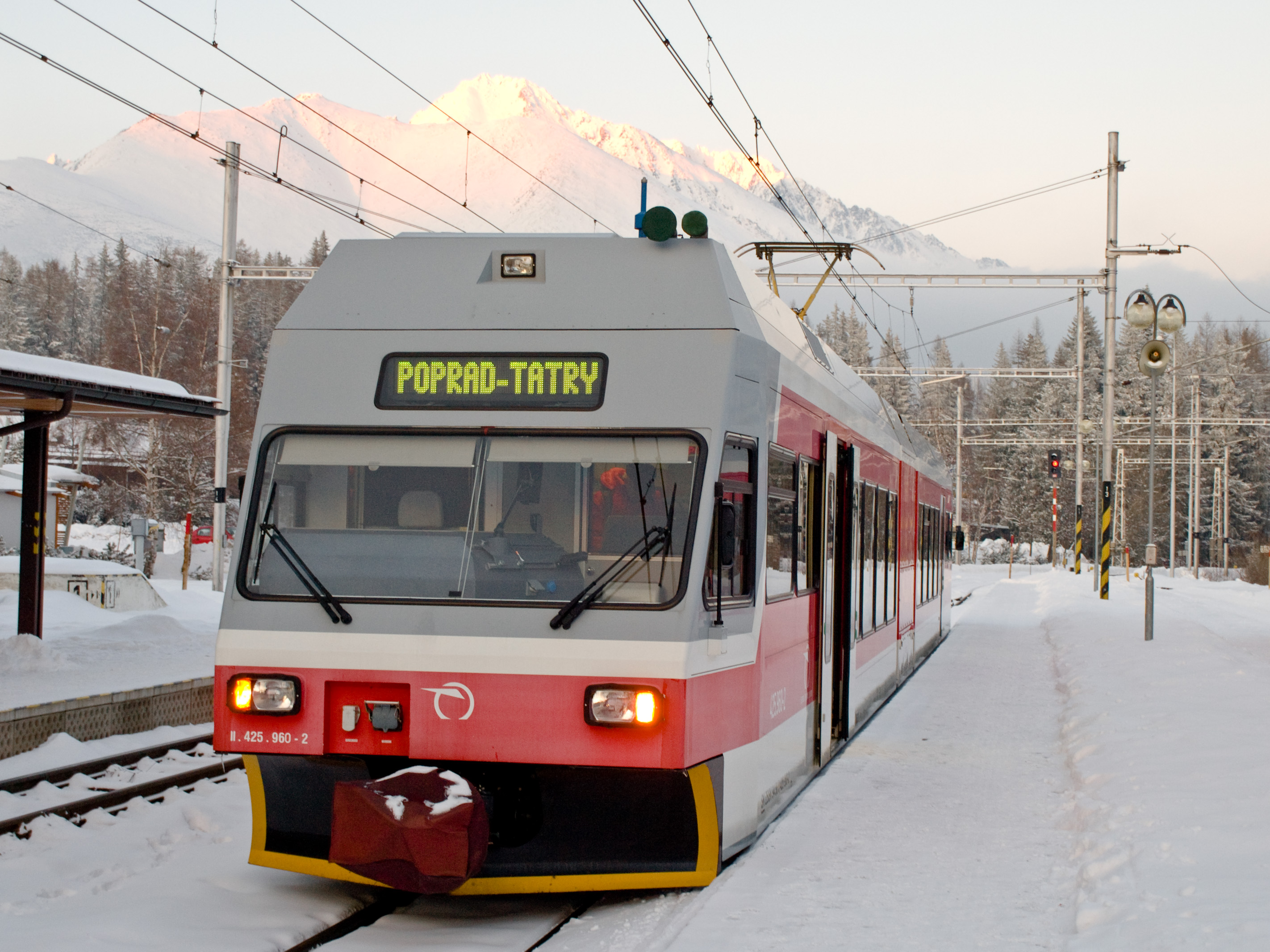
TEŽ jednotka 425.960-2
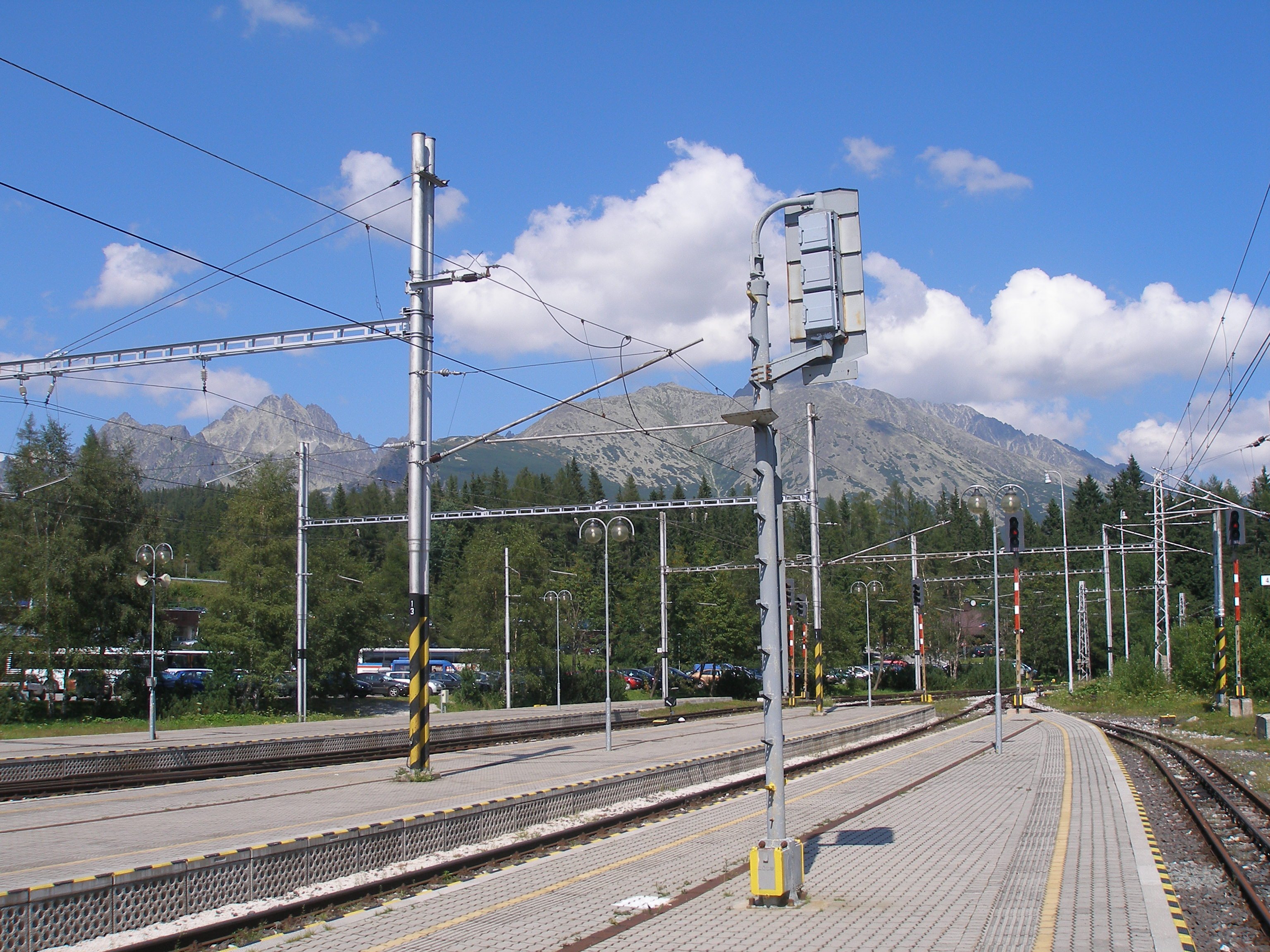
Pohled na nástupiště
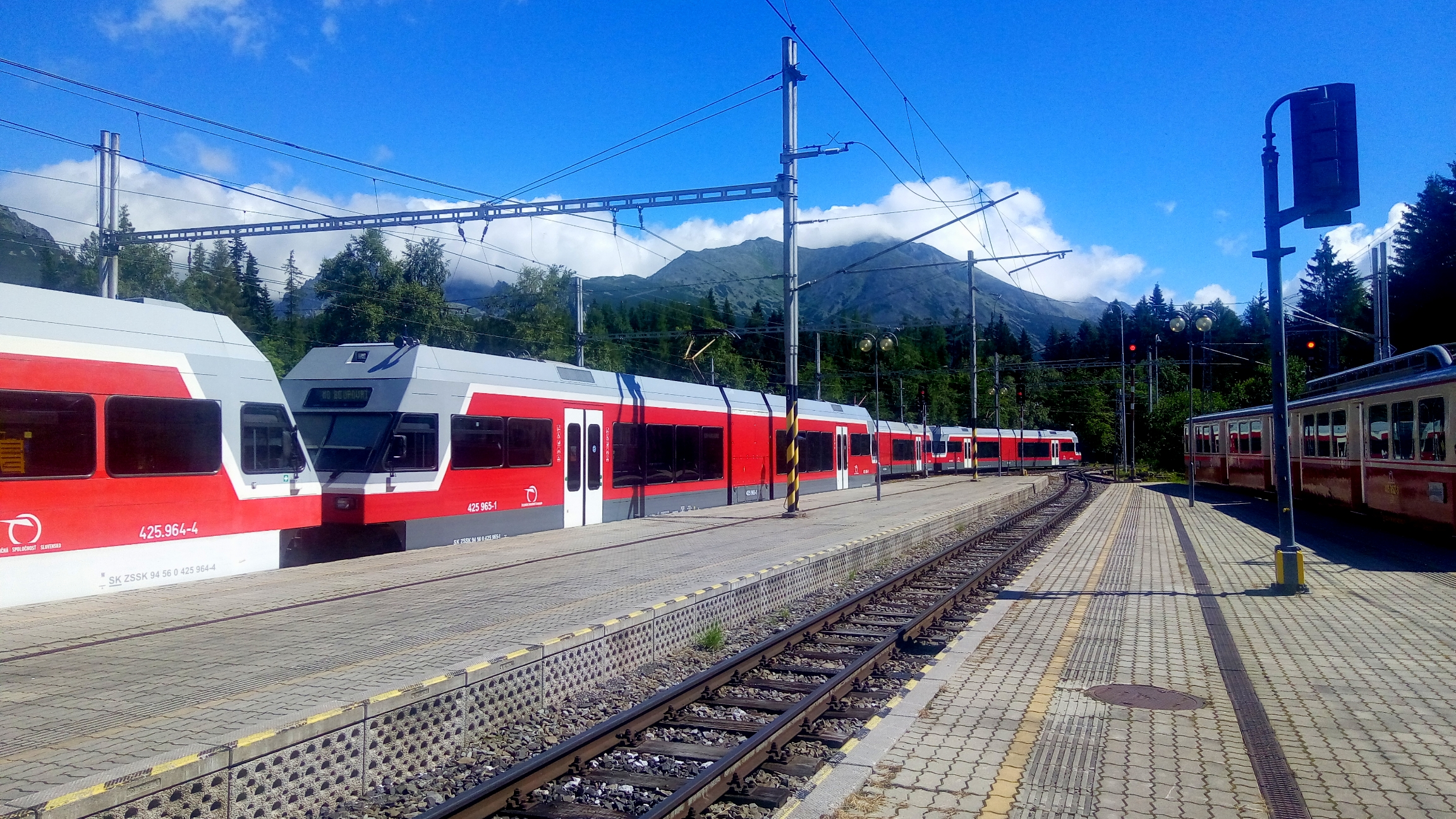
Pohled na nástupiště
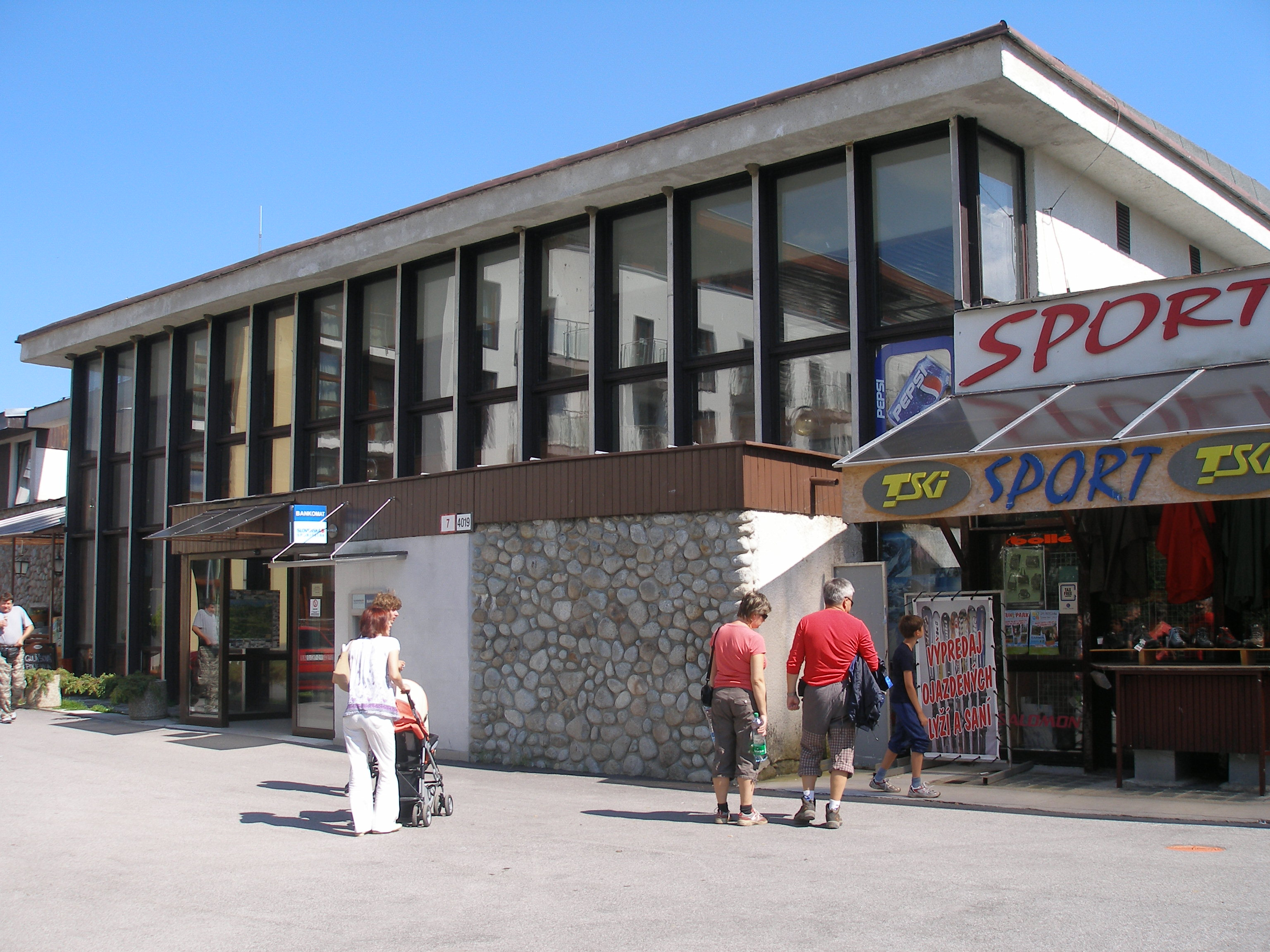
Staniční budova